# 시스코 인터스위치 링크
시스코 인터스위치 링크(Inter-Switch Link)은 스위치와 라우터 또는 스위치와 스위치 사이의 트래픽 흐름으로 이더넷 프레임에 VLAN 정보를 유지 관리하는 시스코 고유의 프로토콜이다.
ISL은 Cisco의 VLAN Encapsulation(역캡슐화) 프로토콜이며 Fast 및 Gigabit Ethernet 링크를 통해 일부 시스코 장비에서만 지원된다. 
시스코는 새로운 사이트에 ISL을 사용하지 않더라도 널리 사용되는 VLAN Tagging 프로토콜인 IEEE 802.1Q 표준의 대안으로 제공된다. 
ISL의 경우 태그는 이더넷 프레임의 외부에 있으며, 이더넷 프레임 캡슐화와 실질적으로 동일하지만 IEEE 802.1Q의 경우 태그는 내부적이다. 
이는 표준 이더넷 링크를 통해 태그가 지정된 프레임을 전송할 수 있다는 점에서 IEEE 802.1Q의 주요 이점이다.
이더넷에서 캡슐화 된 ISL 프레임의 크기는 프로토콜이 캡슐화를 통해 생성하는 오버 헤드 (추가 필드) 때문에 94 바이트에서 시작하여 최대 1548 바이트까지 증가할 것으로 예상할 수 있다. 
ISL은 프레임에 26 바이트 헤더 (15 비트 VLAN 식별자 포함)와 4 바이트 CRC 트레일러를 추가한다. 
ISL은 OSI 모델의 데이터 링크 계층에서 작동한다.
또 다른 관련 시스코 프로토콜 인 DISL (Dynamic Inter-Switch Link Protocol)은 두 개의 상호 연결된 고속 이더넷 장치에서 ISL 트렁크를 간단하게 생성한다. 
Fast EtherChannel 기술을 통해 대용량 백본 연결을 위한 2 개의 전이중 고속 이더넷 링크를 통합할 수 있다. DISL은 링크의 한쪽 끝만 트렁크로 구성해야하므로 VLAN 트렁크 구성 절차를 최소화한다.